# Bravo (tidning)
Bravo (även BRAVO, för att likna logotypen) är en tysk ungdomstidning för musik, mode, filmkritik, med mera som utkommer varje vecka.
Det första numret gavs ut 1956 och visade Marilyn Monroe på omslaget. Idag[när?] är det ofta Britney Spears eller Tokio Hotel som visas.